# Esenbeckia hartmanii
Esenbeckia hartmanii är en vinruteväxtart som beskrevs av Robins. & Fernald. Esenbeckia hartmanii ingår i släktet Esenbeckia och familjen vinruteväxter. Inga underarter finns listade i Catalogue of Life.